# Eucalathis murrayi
Eucalathis murrayi är en armfotingsart som först beskrevs av Davidson 1878.  Eucalathis murrayi ingår i släktet Eucalathis och familjen Chlidonophoridae. Inga underarter finns listade i Catalogue of Life.